# Katharina von Bayern
Katharina von Bayern (* 1360 wohl in Den Haag; † 1402) war eine bayrische Adlige und durch Ehe Herzogin von Jülich-Geldern.
Sie war die älteste Tochter Herzog Albrechts I. von Straubing-Holland. Sie heiratete 1379 den gut drei Jahre jüngeren Herzog Wilhelm von Jülich-Geldern, von dessen Großvater ihr Vater 1355 gefangen genommen worden war. Die Ehe mit Wilhelm blieb allerdings kinderlos. Katharina, die 1399 als Lady of the Garter in den englischen Hosenbandorden aufgenommen wurde, ist mit ihrem Mann im Kartäuserkloster Monnikhuizen nördlich von Arnheim begraben.